# Yugo
El Yugo, també comercialitzat com a Zastava Koral, Yugo Koral i Zastava Yugo és un automòbil utilitari produït pel fabricant d'automòbils serbo-iugoslau Zastava entre els anys 1980 i 2008. El nom de Yugo, inicialment un sol model de la gama Zastava, va esdevindre una marca independent fora de Iugoslàvia.
Dissenyat originalment com una versió reduïda del Fiat 128, la producció va allargar-se per quasi trenta anys amb diversos redissenys estètics. Durant la seua vida comercial es produïren 794.428 unitats del model.

## Models

### Yugo 45 (1980-1995)

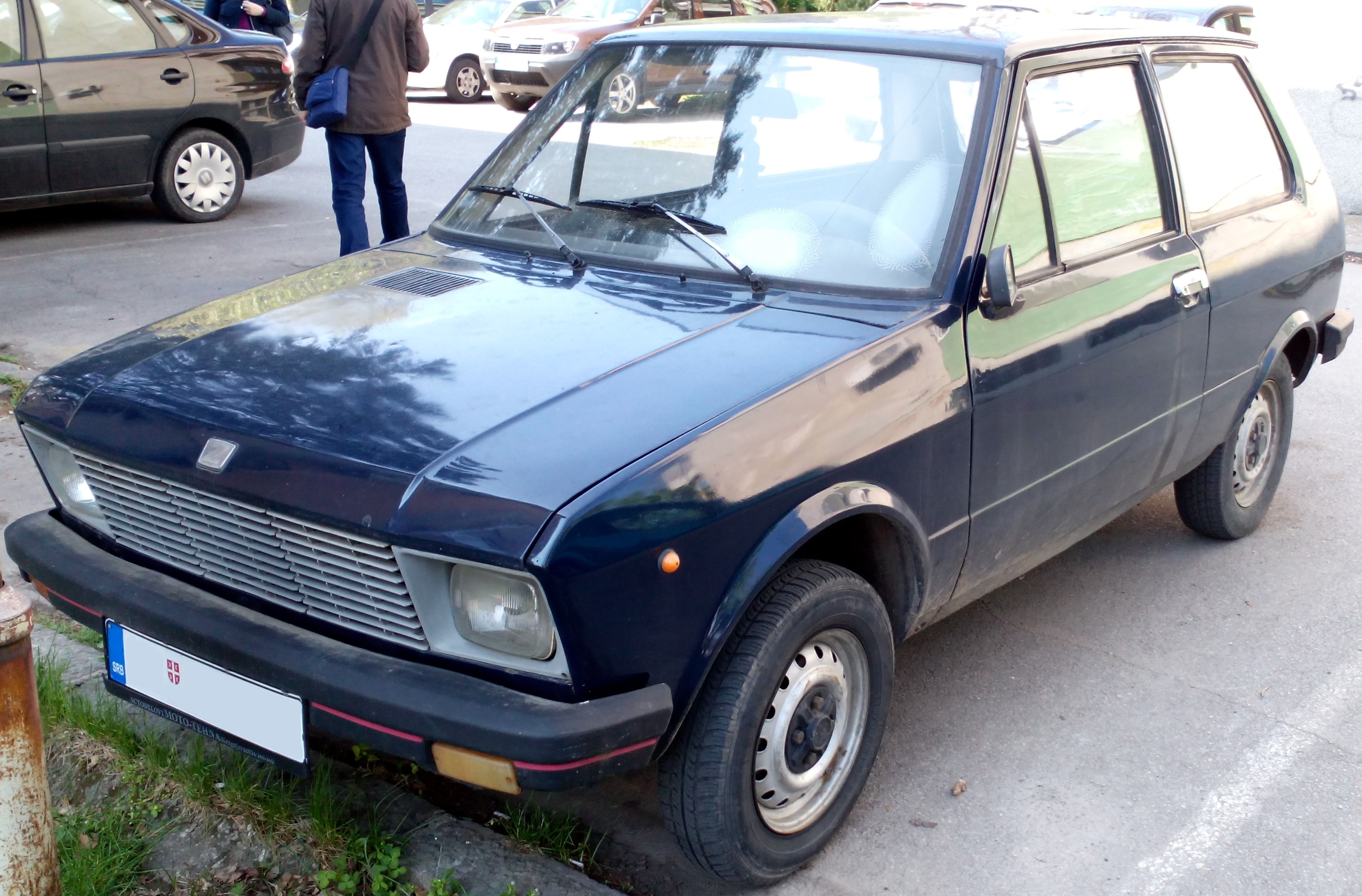
Yugo 45

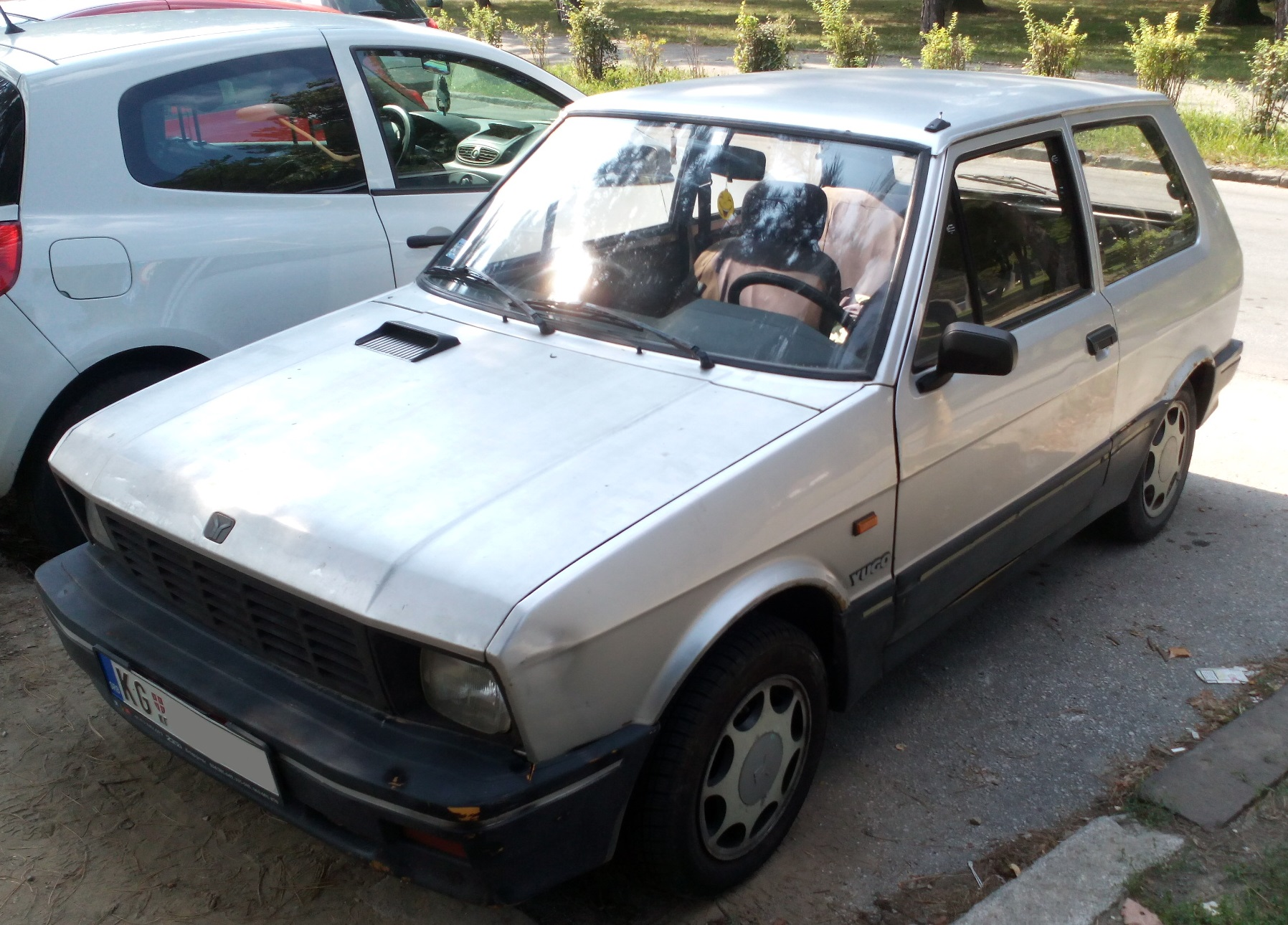
Yugo Koral 45L (1988-1995)

El Yugo 45, també conegut com a Zastava Yugo al mercat domèstic iugoslau, fou la primera versió del Yugo sorgida l'any 1980. El model equipava el motor de quatre cilindres en línia de 903 centímetres cúbics (cc) i que produïa 45 cavalls de potència (CV). La versió bàsica del Yugo 45 es deixà de produir l'any 1985.
L'any 1983 fou presentat el Yugo 45L, una versió de luxe amb equipament tal com ara tapissat de vellut a les portes, finestra darrera tèrmica, recolzacaps, finestres posteriors que es poden obrir, palanca de canvis de plàstic, indicador de refrigerant, velocímetre que indica fins a 180 quilòmetres per hora (km/h), llum de marxa enrere sota el para-xocs posterior, petit spoiler sota el para-xocs davanter, amb un deflector d'aire de plàstic al capó, motllura lateral de goma i amb rodes de mig radi amb la inscripció "Zastava". Aquesta versió deixà de produir-se l'any 1986. El model fou redissenyat amb el nom de Yugo 45A i Yugo 45E l'any 1986 com a una versió bàsica del Yugo GV però amb el mateix motor del 45 i com a successor del 45 respectivament. L'any següent es presentà el Yugo 45AX i el Yugo 45EX, versió millorada amb reposacaps i antena. Totes quatre versions van deixar de produir-se l'any 1988.
El mateix any 1988 arribaren els redissenys de la gama 45, els Yugo Koral 45, Yugo Koral 45L i Yugo Koral 45F. El Koral introdueix millores com ara un mirall lateral dret, una nova graella del radiador, una franja decorativa vermella als para-xocs, etc. Per la seva banda, el Koral 45L (variant luxosa) era la versió per al mercat balcànic de l'Innocenti Koral. Per acabar, el Yugo Koral 45F era la versió furgoneta, amb una extensió de plàstic afegida a la part posterior i capacitat de càrrega de 360 kg. El Koral 45 finalitzà la seua producció l'any 1995. El 1990, la versió més bàsica fou rebatejada amb el nom de Yugo Koral 45 Junior. Es tractava del model bàsic, sense fars de marxa enrere, retrovisor dret, llums posteriors com els primers models, amb un motor de 903 cm³ amb 45 CV. Degut al seu caràcter espartà, només romangué un any en producció.

### Zastava Koral In (2002-2008)

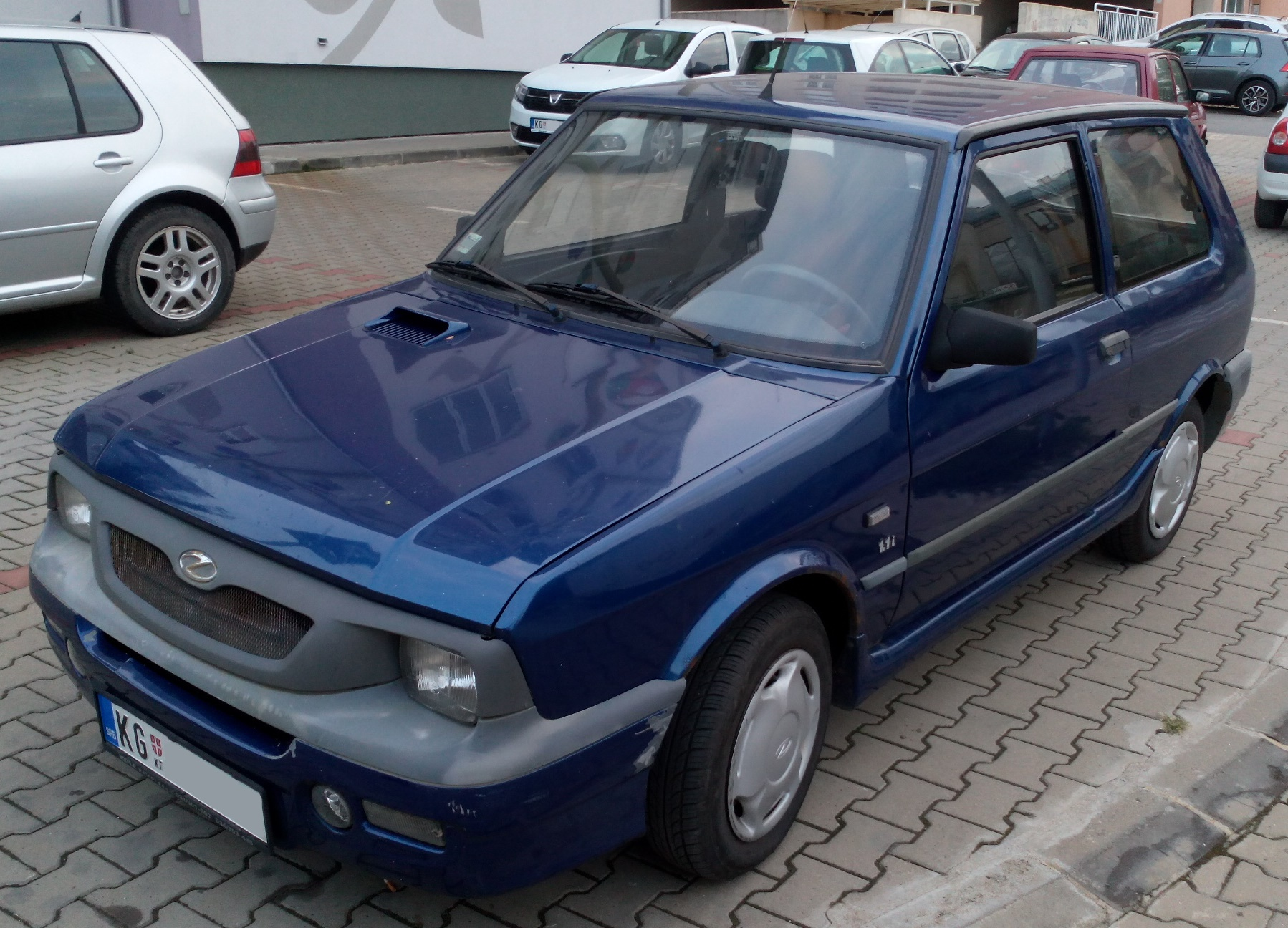
Zastava Koral In L 1.1i

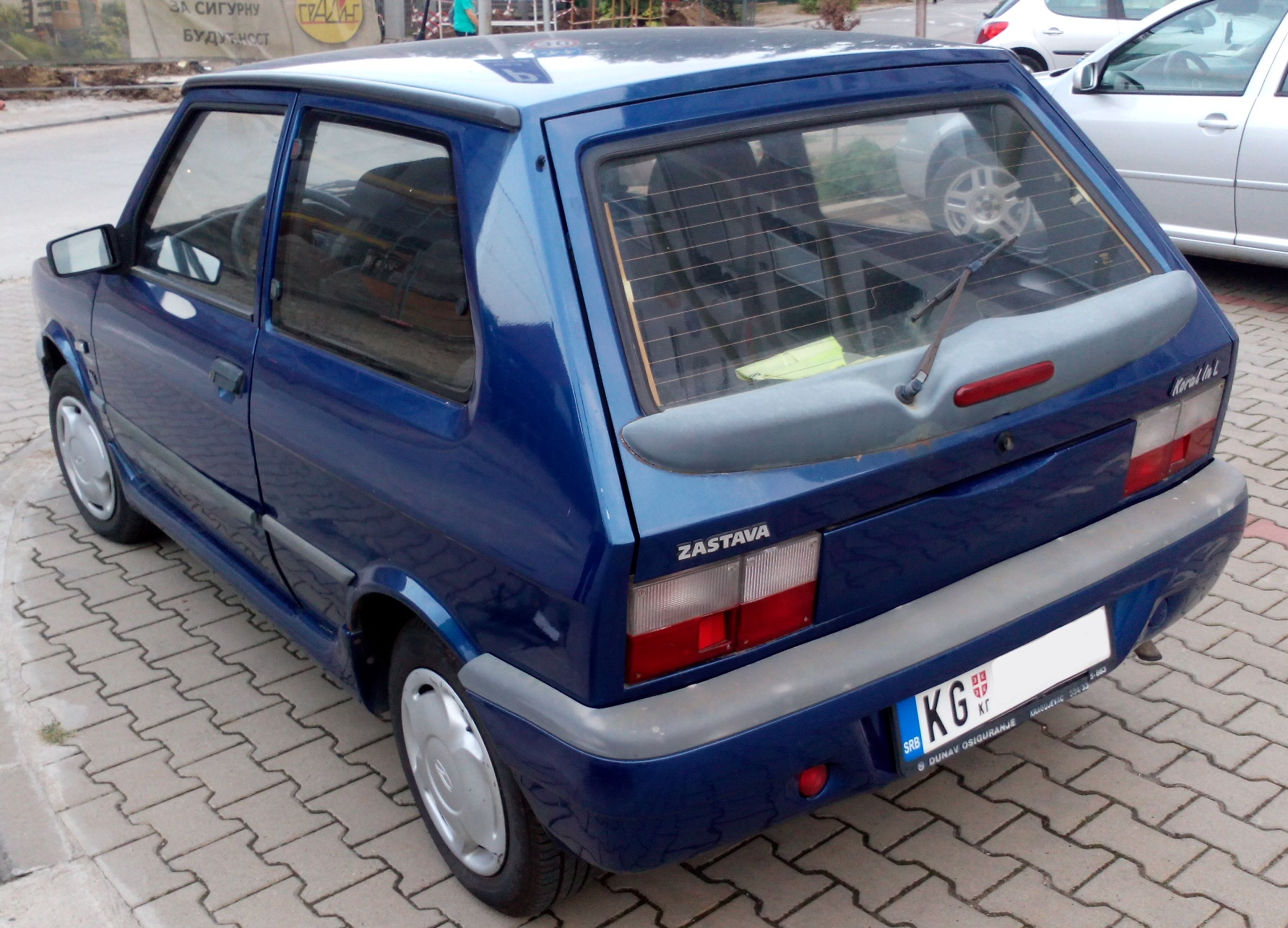
Zastava Koral In L 1.1i

El Zastava Koral In fou l'última versió en producció del Yugo. Fabricat i comercialitzat entre els anys 2002 i 2008, el Koral In suposà la darrera modernització, mecànica i estètica, del ja vetust Yugo que havia començat la seua vida l'any 1980. L'any 2006 Zastava començà a fabricar sota llicència el Fiat Punto amb el nom de Zastava 10, model que competí dins de la gama amb el Koral In, el Zastava Skala i el Zastava Florida, aquest darrer una mica més gran.
L'any 2008, amb la compra total de Zastava per part del fabricant d'automòbils italià Fiat, la producció de tota la gama Zastava arribà a la seua fi.

### Innocenti Koral (1990-1993)

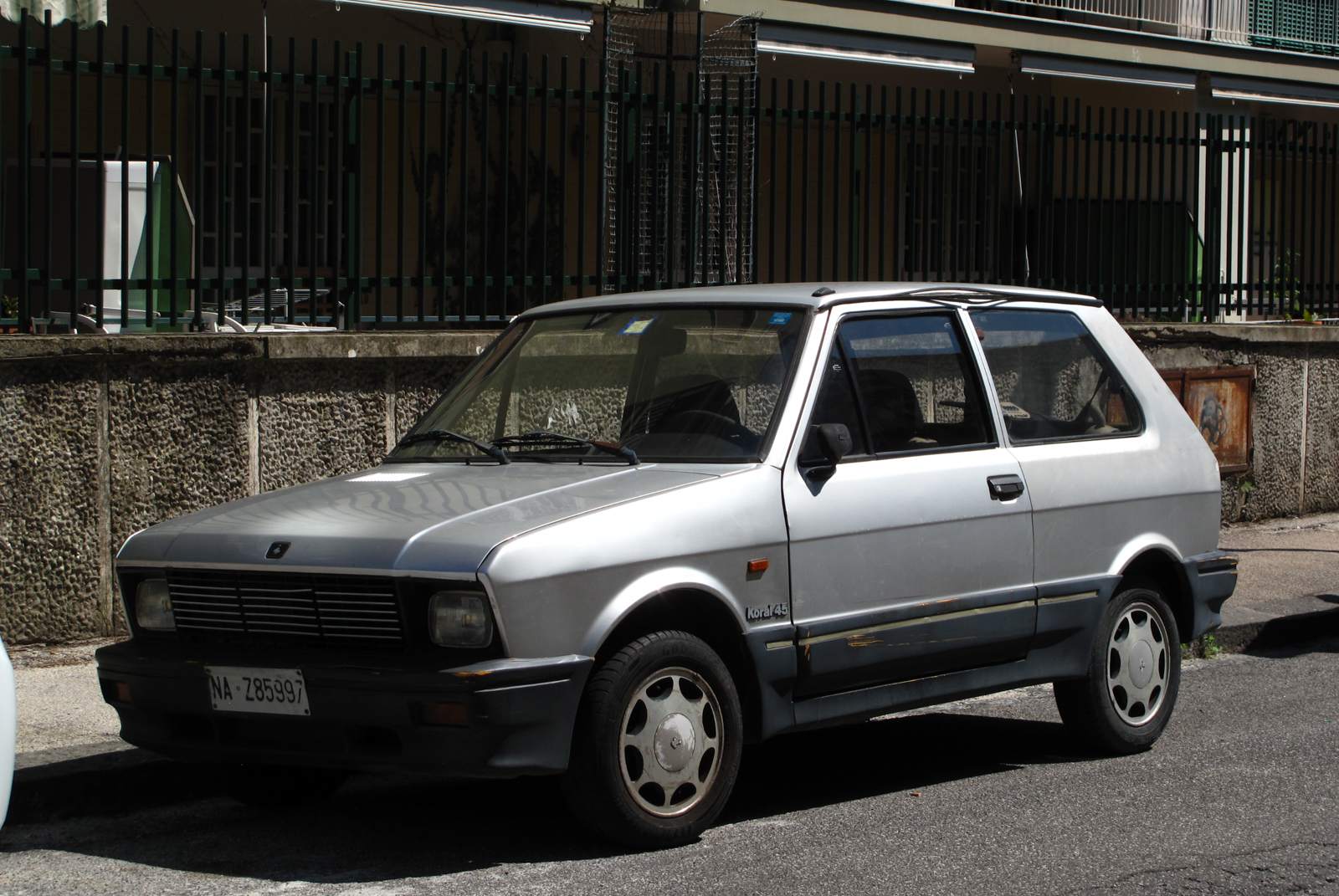
Innocenti Koral 45 (1992)

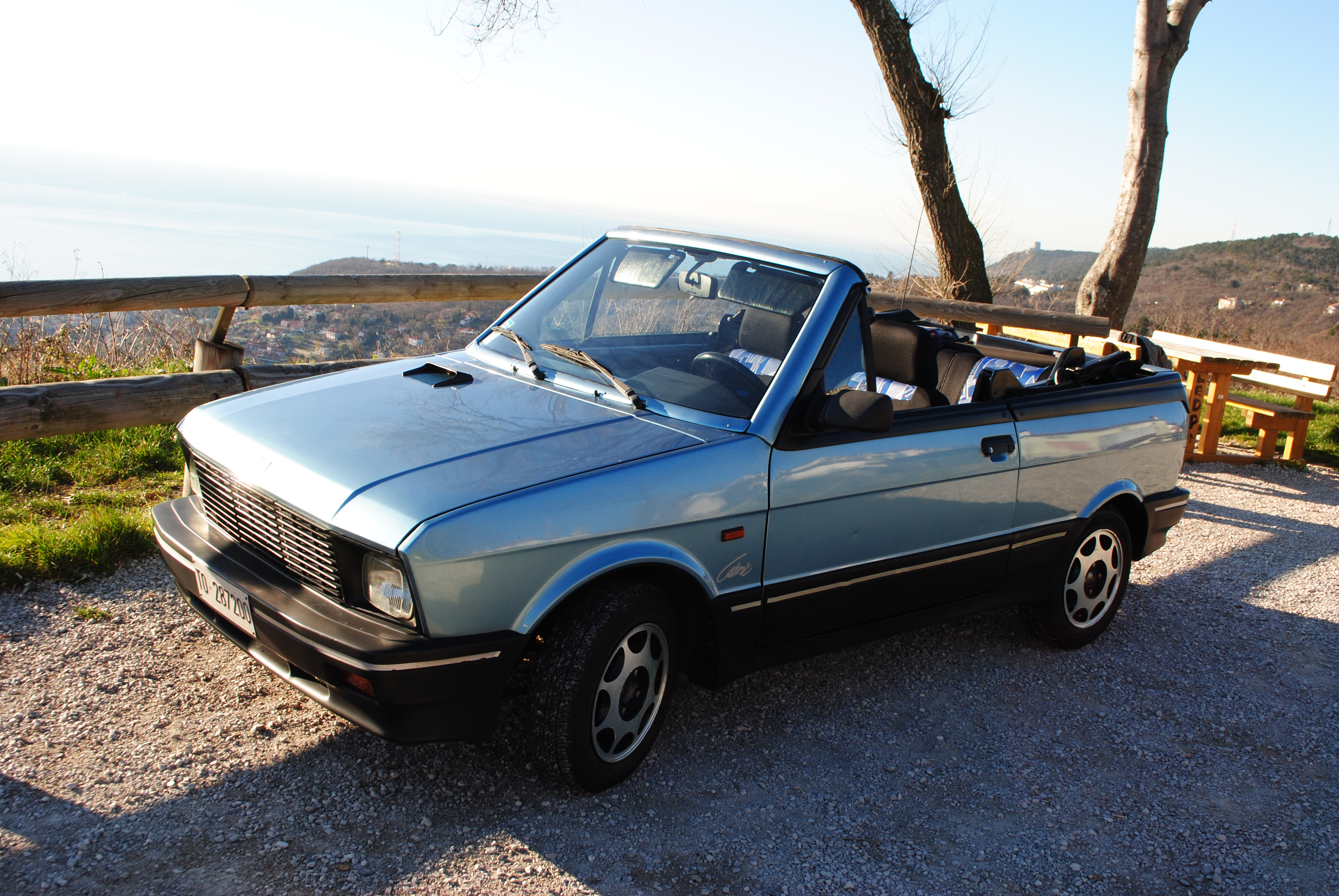
Innocenti Koral Cabrio

L'Innocenti Koral fou una versió exclusiva per al mercat italià comercialitzada pel fabricant d'automòbils Innocenti entre els anys 1990 i 1993 en versió berlina i cabriolet. A la gama de la marca, el Koral substituïa l'Innocenti Mini, un model derivat del ja antiquat BMC Mini. Innocenti començà a comercialitzar el Yugo quan Fiat, que posseïa accionariat a Zastava, va entrar al consell d'administració d'Innocenti. El Koral equipava tota la gama mecànica dels Yugo. Les unitats amb carrosseria berlina podien equipar el motor de 903 cc i el de 1.116 cc; la versió Cabrio només equipava el motor de 1.299 cc.
Mecànicament idèntic als Yugo, l'Innocenti Koral podia equipar diversos motors depenent del grau d'equipament. Les versions més bàsiques, el Koral 45, equipaven un motor de quatre cilindres en línia de 903 centímetres cúbics que produïa 45 cavalls de potència (cv), d'ací el nom. El Koral 55 equipava un motor de quatre cilindres en línia de 1.116 cc que produïa 55 cv. Finalment, hi havia el Koral 65, la versió més potent del model que equipava el motor 1.3 reservat també a les unitats descapotables. La versió "Cabrio" només podia equipar la motorització més potent de quatre cilindres en línia i 1.299 cc que produïa 65 cv.
L'any 1993, degut a les guerres de Iugoslàvia i les sancions de l'Organització de les Nacions Unides (ONU) a la República Socialista Federal de Iugoslàvia, la exportació dels Yugo es va aturar, arribant així a la fi la breu comercialització de l'Innocenti Koral. El successor del Koral a la gama Innocenti fou el Mille, una versió del Fiat Uno fabricada al Brasil.